# M&M's

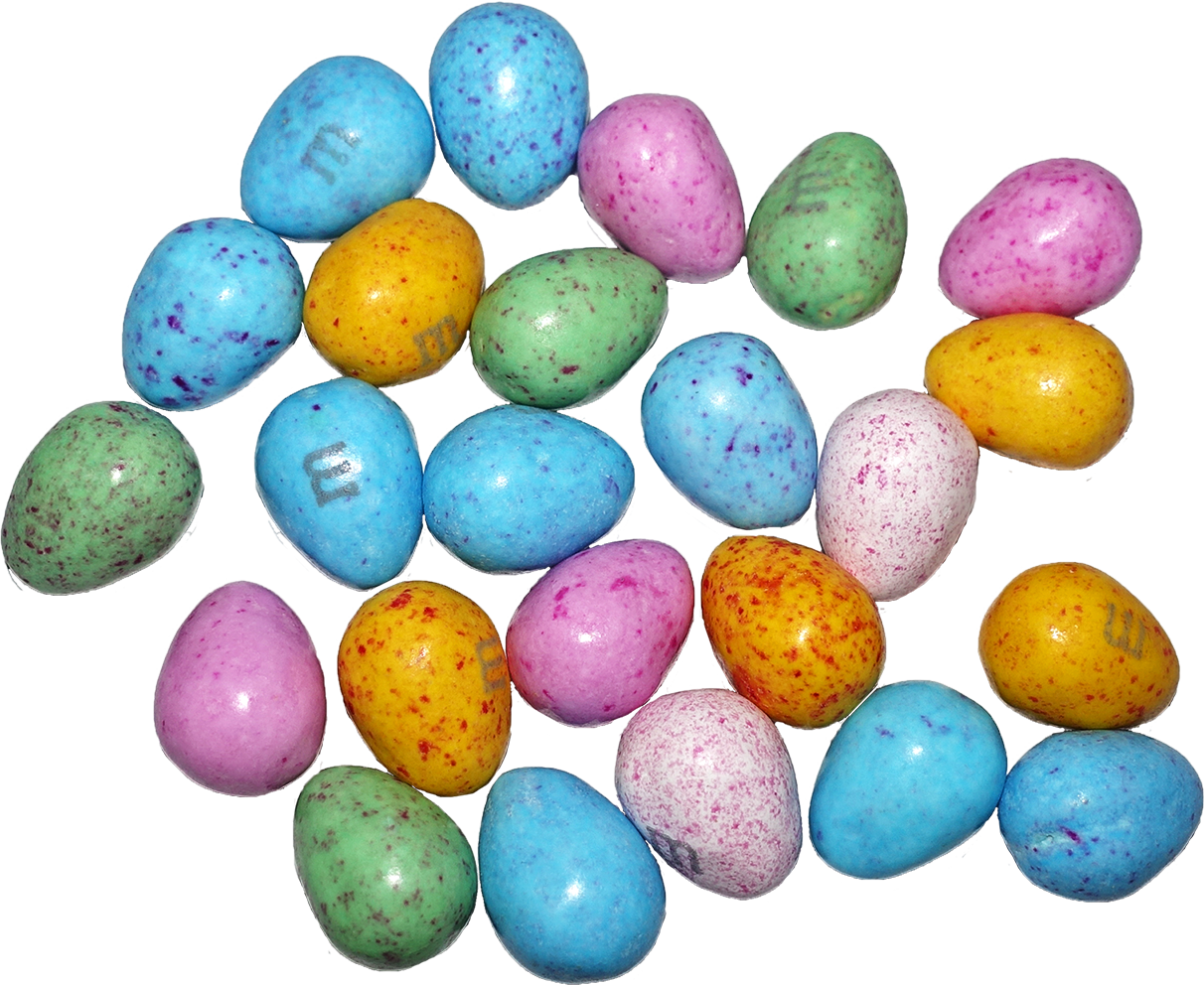

M&M's (được đặt theo họ của Forrest Mars, Sr., & Bruce Murrie của Công ty Hershey) là một loại "kẹo viên nhiều màu" do Mars, Incorporated sản xuất. Trên một mặt của lớp vỏ kẹo luôn có chữ "m" in thường. M&M's bắt nguồn từ Mỹ năm 1941 và ngày nay được bày bán tại hơn 100 quốc gia. Kẹo M&M có nhiều màu sắc khác nhau, một số màu được thay đổi sau một số năm.